# 전자 언어 국제 페스티벌

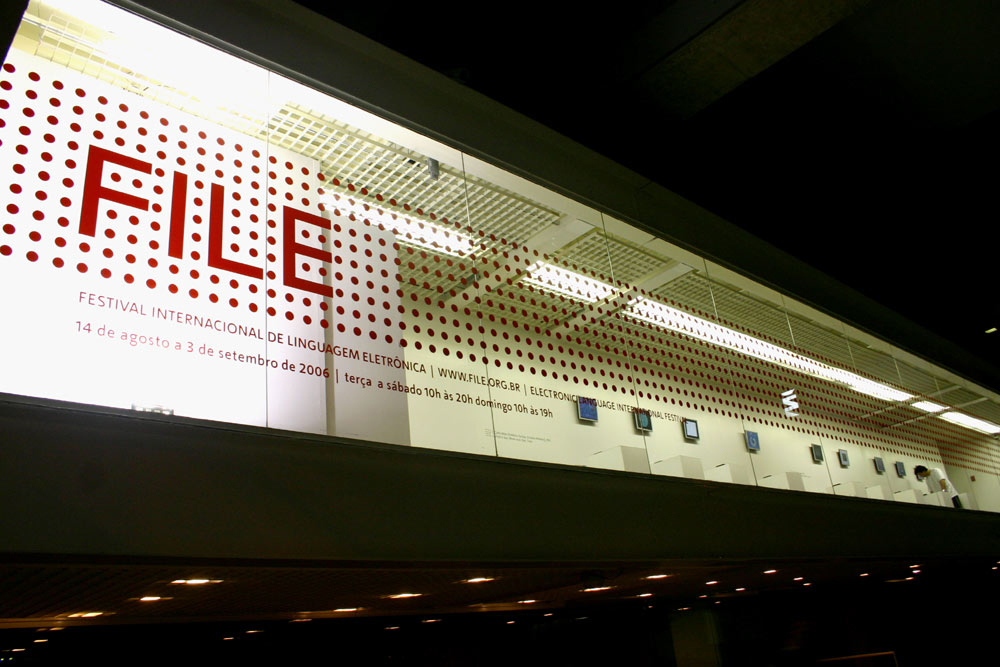
전자 언어 국제 페스티벌 편집하기, 2006

전자 언어 국제 페스티발(Electronic Language International Festival)은 브라질의 상 파울로, 리우데자네이루, 포르투 알레그레
에서 열리는 뉴미디어 아트 페스티벌이다.

## Gallery

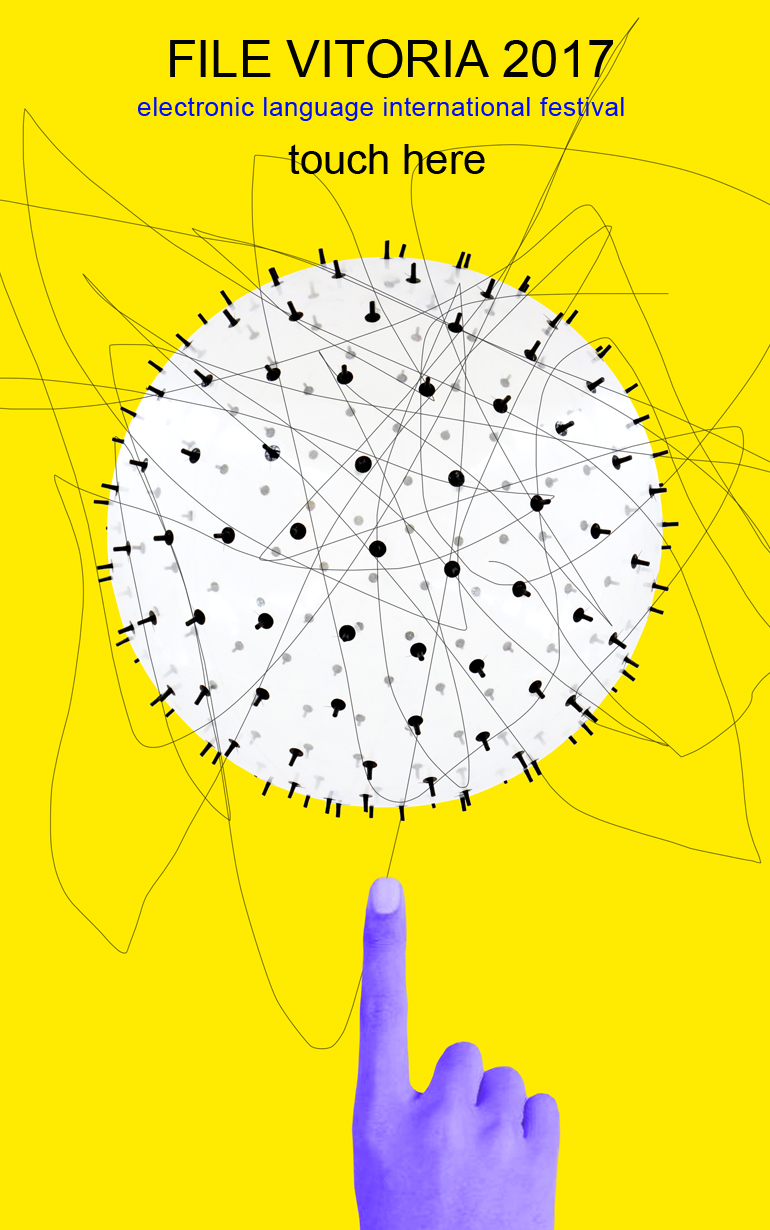
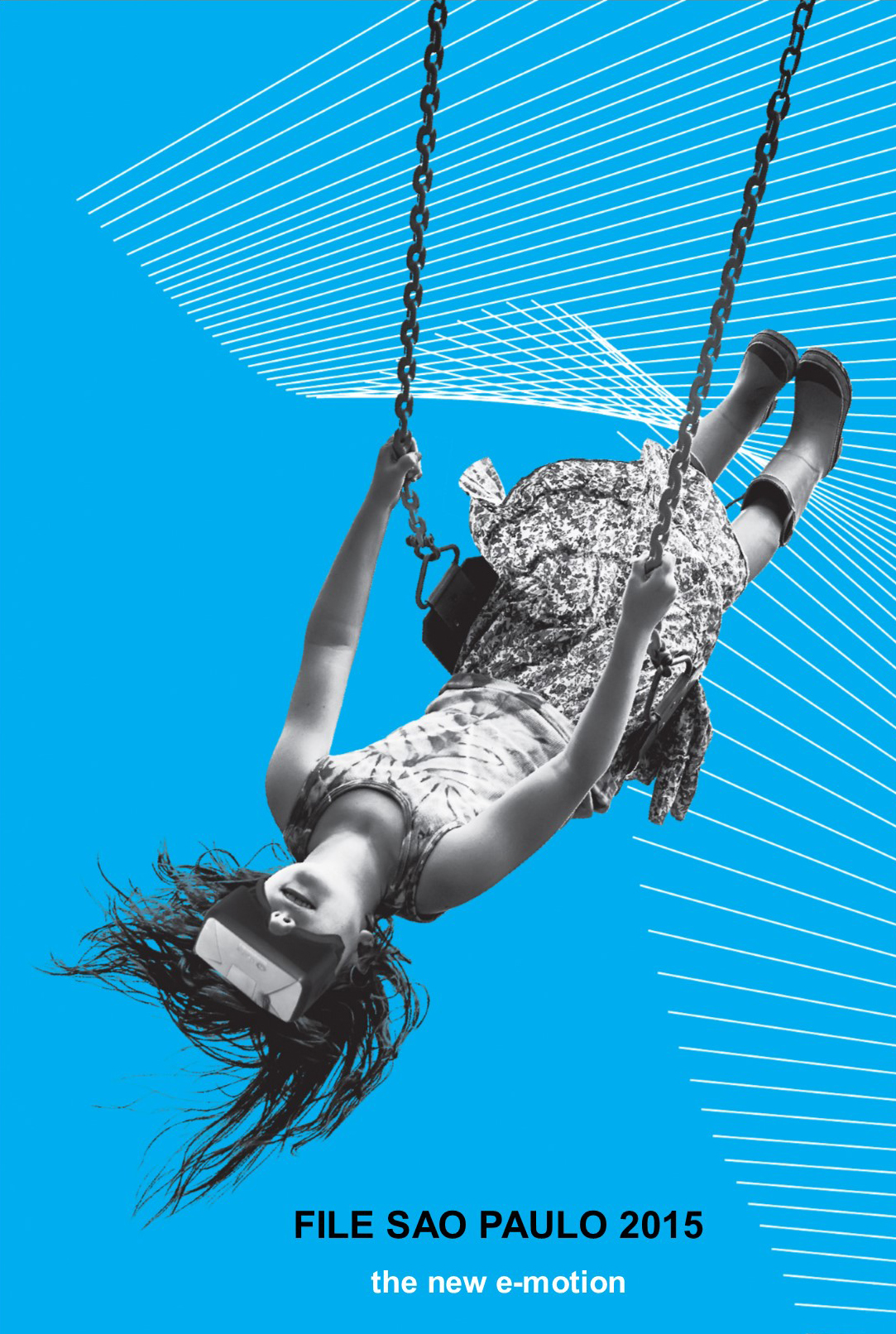